# Stefanie Auer
Stefanie Auer (* 26. April 2002) ist eine österreichische Tennisspielerin.

## Karriere
Auer begann mit sechs Jahren das Tennisspielen und bevorzugt Sandplätze. Sie spielt seit August 2019 Turniere auf der ITF Women’s World Tennis Tour, wo sie bislang aber noch keinen Titel gewinnen konnte.
Sie spielte in ihrer Jugend ab 2010 beim ASKÖ Enns und ETV Enns 1874, 2018 erstmals in der 1. österreichischen Bundesliga in Linz, 2019 für den Colony Competition Club, 2020 und 2021 für den UTC Fischer Ried und 2022 und 2023 für den Grazer Park Club.
2022 erreichte sie mit ihrer Partnerin Eva-Maria Riml das Viertelfinale im Damendoppel der Ladies Open Vienna sowie im Mai 2023 mit Alina Michalitsch das Viertelfinale der Carinthian Ladies Lake’s Trophy.

## Weltranglistenpositionen am Saisonende
| Jahr   | 2022 | 2023 | 2024 |
| ------ | ---- | ---- | ---- |
| Einzel | —    | 1296 | 1186 |
| Doppel | 1204 | 1440 | 1554 |